# 3644 Kojitaku
3644 Kojitaku (1931 TW) là một tiểu hành tinh vành đai chính được phát hiện ngày 5 tháng 10 năm 1931 bởi K. Reinmuth ở Heidelberg.